# Open Barletta

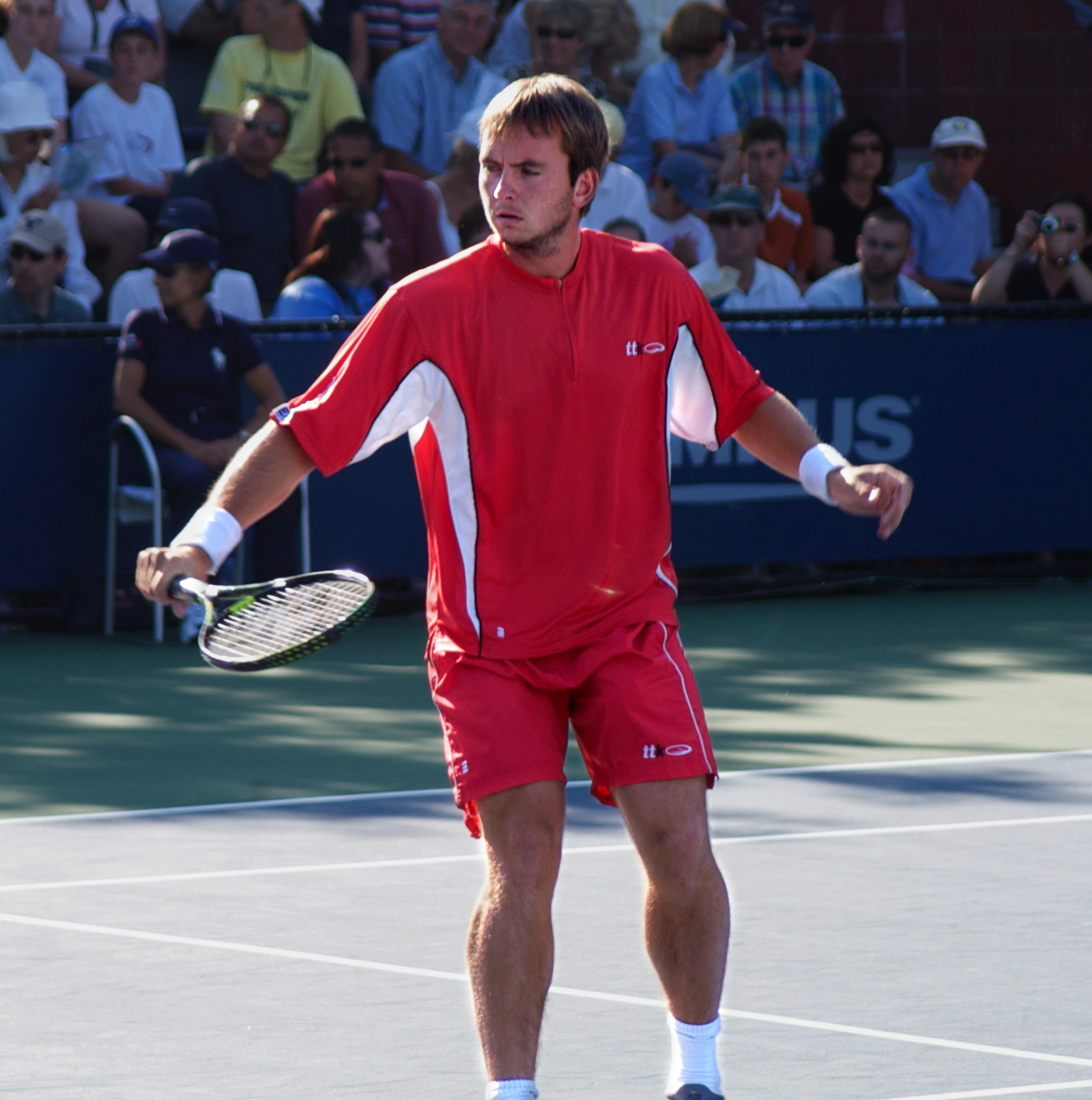
Il ceco Ivo Minář ha conquistato il titolo di singolo nel 2009 contro Santiago Ventura

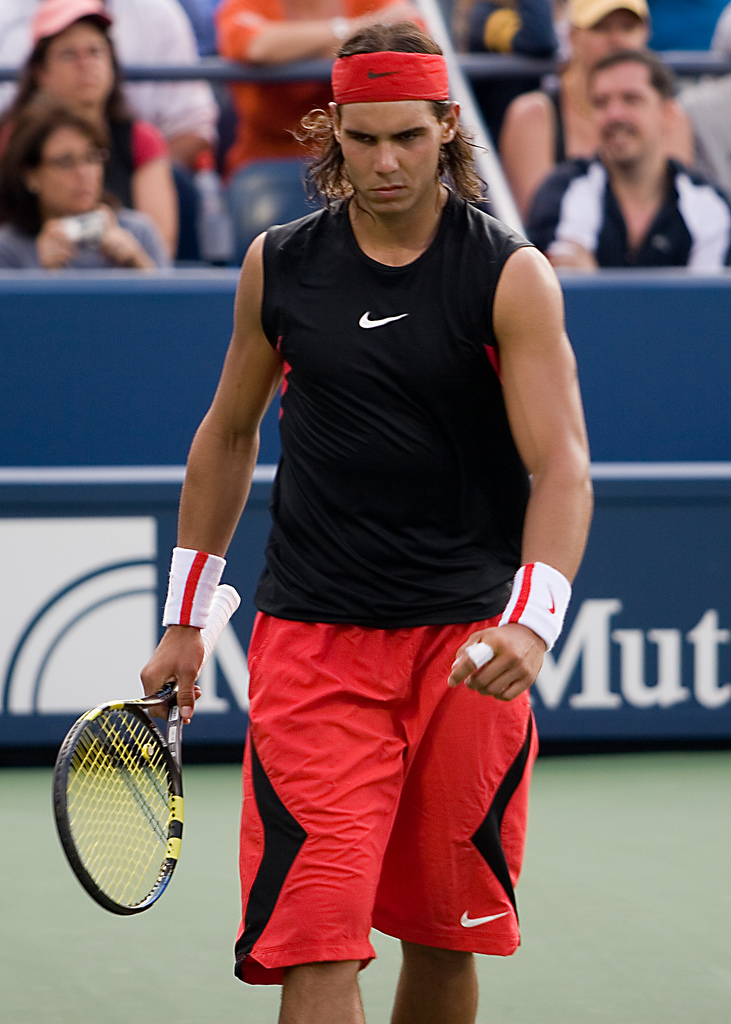
Lo spagnolo Rafael Nadal ha vinto il torneo di singolare nel 2003, all'età di 16 anni

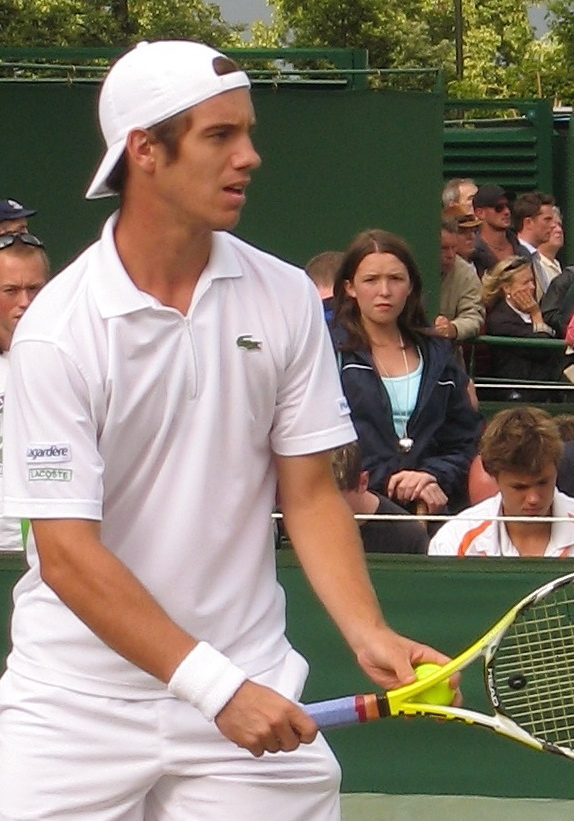
Il francese Richard Gasquet, vincitore nel 2005

L'Open Barletta, nome ufficiale Open Città della Disfida (precedentemente chiamato Open Barletta Trofeo Dimiccoli & Borraccino per ragioni di sponsorizzazione), è un torneo professionistico di tennis  che si gioca sulla terra rossa, e fa parte dell'ATP Challenger Tour. Si gioca annualmente al Circolo Tennis "Hugo Simmen" di Barletta in Italia. Inizialmente si è disputato dal 1997 al 2012 per poi tornare nel 2016.
Aljaž Bedene è il primatista incontrastato del singolare con tre titoli, mentre Santiago Ventura prima, e Igor Zelenay dopo, hanno raggiunto i tre titoli nel doppio.

## Albo d'oro

### Singolare
| Anno      | Campione                                                  | Finalista                                                 | Punteggio                                                 |
| --------- | --------------------------------------------------------- | --------------------------------------------------------- | --------------------------------------------------------- |
| 2025      | Dalibor Svrčina                                           | Vitaliy Sachko                                            | 7–5, 6–3                                                  |
| 2024      | Damir Džumhur                                             | Harold Mayot                                              | 6–1, 6–3                                                  |
| 2023      | Shintaro Mochizuki                                        | Santiago Rodriguez Taverna                                | 6–1, 6–4                                                  |
| 2022      | Nuno Borges                                               | Miljan Zekić                                              | 6–3, 7–5                                                  |
| 2021      | Giulio Zeppieri                                           | Flavio Cobolli                                            | 6–1, 3–6, 6–3                                             |
| 2020      | Edizione non disputata a causa della pandemia di COVID-19 | Edizione non disputata a causa della pandemia di COVID-19 | Edizione non disputata a causa della pandemia di COVID-19 |
| 2019      | Gianluca Mager                                            | Nikola Milojević                                          | 7–6(7), 5–7, 3–2 ritiro                                   |
| 2018      | Marco Trungelliti                                         | Simone Bolelli                                            | 2–6, 7–6(4), 6–4                                          |
| 2017      | Aljaž Bedene (3)                                          | Gastão Elias                                              | 7–6(4), 6–3                                               |
| 2016      | Elias Ymer                                                | Adam Pavlásek                                             | 7–5, 6–4                                                  |
| 2015–2013 | Non giocato                                               | Non giocato                                               | Non giocato                                               |
| 2012      | Aljaž Bedene (2)                                          | Potito Starace                                            | 6–2, 6–0                                                  |
| 2011      | Aljaž Bedene (1)                                          | Filippo Volandri                                          | 7–5, 6–3                                                  |
| 2010      | Pere Riba                                                 | Steve Darcis                                              | 6–3, ritiro                                               |
| 2009      | Ivo Minář                                                 | Santiago Ventura                                          | 6–4, 6–3                                                  |
| 2008      | Mikhail Kukushkin                                         | Boris Pašanski                                            | 6–3, 6–4                                                  |
| 2007      | Carlos Berlocq                                            | Werner Eschauer                                           | 3–6, 7–6(7), 2–0 ritiro                                   |
| 2006      | Jan Hájek                                                 | Stefano Galvani                                           | 6–2, 6–1                                                  |
| 2005      | Richard Gasquet                                           | Alessio Di Mauro                                          | 6–3, 7–6(6)                                               |
| 2004      | Nicolás Almagro                                           | Tomas Behrend                                             | 7–5, 6–2                                                  |
| 2003      | Rafael Nadal                                              | Albert Portas                                             | 6–2, 7–6(2)                                               |
| 2002      | Sergi Bruguera                                            | Renzo Furlan                                              | 3–6, 7–6(5), 7–6(5)                                       |
| 2001      | Félix Mantilla                                            | Markus Hipfl                                              | 6–3, 1–0 ritiro                                           |
| 2000      | Germán Puentes                                            | Tommy Robredo                                             | 6–4, 7–6(3)                                               |
| 1999      | Jacobo Díaz                                               | Guillermo Cañas                                           | 6(6)–7, 6–0, 6–3                                          |
| 1998      | Francisco Cabello                                         | Salvador Navarro                                          | 6–4, 6–4                                                  |
| 1997      | Carlos Costa                                              | Davide Sanguinetti                                        | 6–3, 6–2                                                  |

### Doppio
| Anno       | Campioni                                                  | Finalisti                                                 | Punteggio                                                 |
| ---------- | --------------------------------------------------------- | --------------------------------------------------------- | --------------------------------------------------------- |
| 2025       | Alexander Merino Christoph Negritu                        | Mats Hermans Tiago Pereira                                | 7–6(5), 6–2                                               |
| 2024       | Zdeněk Kolář Tseng Chun-hsin                              | Théo Arribagé Benjamin Bonzi                              | 1–6, 6–3, [10–7]                                          |
| 2023       | Jacopo Berrettini Flavio Cobolli                          | Zdeněk Kolář Denys Molchanov                              | 1–6, 7–5, [10–6]                                          |
| 2022       | Evgeny Karlovskiy Evgenii Tiurnev                         | Ben McLachlan Szymon Walków                               | 6–3, 6–4                                                  |
| 2021       | Marco Bortolotti Cristian Rodríguez                       | Gijs Brouwer Jelle Sels                                   | 6–2, 6–4                                                  |
| 2020       | Edizione non disputata a causa della pandemia di COVID-19 | Edizione non disputata a causa della pandemia di COVID-19 | Edizione non disputata a causa della pandemia di COVID-19 |
| 2019       | Denys Molchanov (2) Igor Zelenay (3)                      | Tomislav Brkić Tomislav Draganja                          | 7–6(1), 6–4                                               |
| 2018       | Denys Molchanov (1) Igor Zelenay (2)                      | Ariel Behar Máximo González                               | 6–1, 6–2                                                  |
| 2017       | Marco Cecchinato Matteo Donati                            | Marin Draganja Tomislav Draganja                          | 6–3, 6–4                                                  |
| 2016       | Johan Brunström (2) Andreas Siljeström                    | Flavio Cipolla Rogério Dutra Silva                        | 0–6, 6–4, [10–8]                                          |
| 2015– 2013 | Non giocato                                               | Non giocato                                               | Non giocato                                               |
| 2012       | Johan Brunström (1) Dick Norman                           | Jonathan Marray Igor Zelenay                              | 6–4, 7–5                                                  |
| 2011       | Lukáš Rosol Igor Zelenay (1)                              | Martin Fischer Andreas Haider-Maurer                      | 6–3, 6–2                                                  |
| 2010       | David Marrero (2) Santiago Ventura (3)                    | Ilija Bozoljac Daniele Bracciali                          | 6–3, 6–3                                                  |
| 2009       | Santiago Ventura (2) Rubén Ramírez Hidalgo                | Pablo Cuevas Luis Horna                                   | 7–6(1), 6–2                                               |
| 2008       | Flavio Cipolla Marcel Granollers                          | Oliver Marach Michal Mertiňák                             | 6–3, 2–6, [11–9]                                          |
| 2007       | David Marrero (1) Albert Portas                           | Alessandro Motti Simone Vagnozzi                          | 6–4, 6–4                                                  |
| 2006       | Santiago Ventura (1) Fernando Vicente (2)                 | Flavio Cipolla Alessandro Motti                           | 7–6(2), 4–6, [10–8]                                       |
| 2005       | Tom Vanhoudt (2) Kristof Vliegen                          | Lukáš Dlouhý Yuri Schukin                                 | 6–4, 5–7, 7–5                                             |
| 2004       | Marc López Fernando Vicente (1)                           | Jaroslav Levinský David Škoch                             | 7–6(6), 4–6, 6–4                                          |
| 2003       | Sebastián Prieto Sergio Roitman                           | Massimo Bertolini Giorgio Galimberti                      | 6–3, 3–6, 6–3                                             |
| 2002       | Massimo Bertolini Cristian Brandi                         | Renzo Furlan Uros Vico                                    | 4–6, 6–3, 7–6(4)                                          |
| 2001       | Germán Puentes Jairo Velasco, Jr.                         | Tomas Behrend Mikhail Youzhny                             | 6–1, 1–0 ritiro                                           |
| 2000       | Petr Kovačka Pavel Kudrnáč                                | Dinu Pescariu Vincenzo Santopadre                         | 6(4)–7, 6–2, 6–0                                          |
| 1999       | Guillermo Cañas Javier Sánchez                            | Gastón Gaudio Hernán Gumy                                 | 4–6, 6–2, 6–2                                             |
| 1998       | Joan Balcells Juan Ignacio Carrasco                       | Thomas Strengberger Dušan Vemić                           | 7–6(4), 6–3                                               |
| 1997       | Nuno Marques Tom Vanhoudt (1)                             | Alberto Martín Albert Portas                              | 6–3, 6–4                                                  |